# Maison du Transbordeur
La Maison du Transbordeur, appelée également "Musée du Transbordeur", est un centre d'interprétation. Elle est située sur la commune d'Échillais, dans la banlieue résidentielle sud de  Rochefort, sur la rive gauche de la Charente, en Charente-Maritime.

## Historique sommaire
Ce centre d'interprétation, géré par la communauté d'agglomération Rochefort Océan, s'inscrit dans un ensemble muséographique original autour du pont transbordeur du Martrou, inauguré en juillet 1900, classé Monument historique en 1976, et restauré en 1994.
Cet ancien hangar du bac du quartier de Martrou a été réhabilité en centre d'interprétation dédié au pont transbordeur de Rochefort et aux autres ponts du Pays rochefortais. Ouvert depuis 2003 et situé à 100 mètres du pont transbordeur, ce centre d'interprétation est composé d'une salle d'exposition permanente et d'une salle d'exposition temporaire.
La Maison du Transbordeur est située sur la rive gauche de la Charente, sur la commune d'Échillais, et sur un sentier de découverte du site historique du pont transbordeur.
Son entrée est libre et gratuite depuis son ouverture en 2003.

## Muséographie
La Maison du Transbordeur, recommandée à la visite par la maison du tourisme de Charente-Maritime, retrace par une exposition permanente au moyen d'une cinquantaine de photographies l'histoire des ponts de Rochefort, ainsi que l'origine et la construction du pont transbordeur de Rochefort. D'anciennes pièces du pont transbordeur y sont exposées.
Une salle d'exposition temporaire accueille une nouvelle exposition tous les deux ans. En 2011-2012, elle accueillait une exposition consacrée aux six ponts transbordeurs ayant existé en France. En 2013, l'exposition "Les 8 derniers Ponts Transbordeurs du Monde" est de nouveau présentée afin de rendre hommage au Pont Transbordeur de Rendsburg (Allemagne), fêtant son centenaire cette même année.

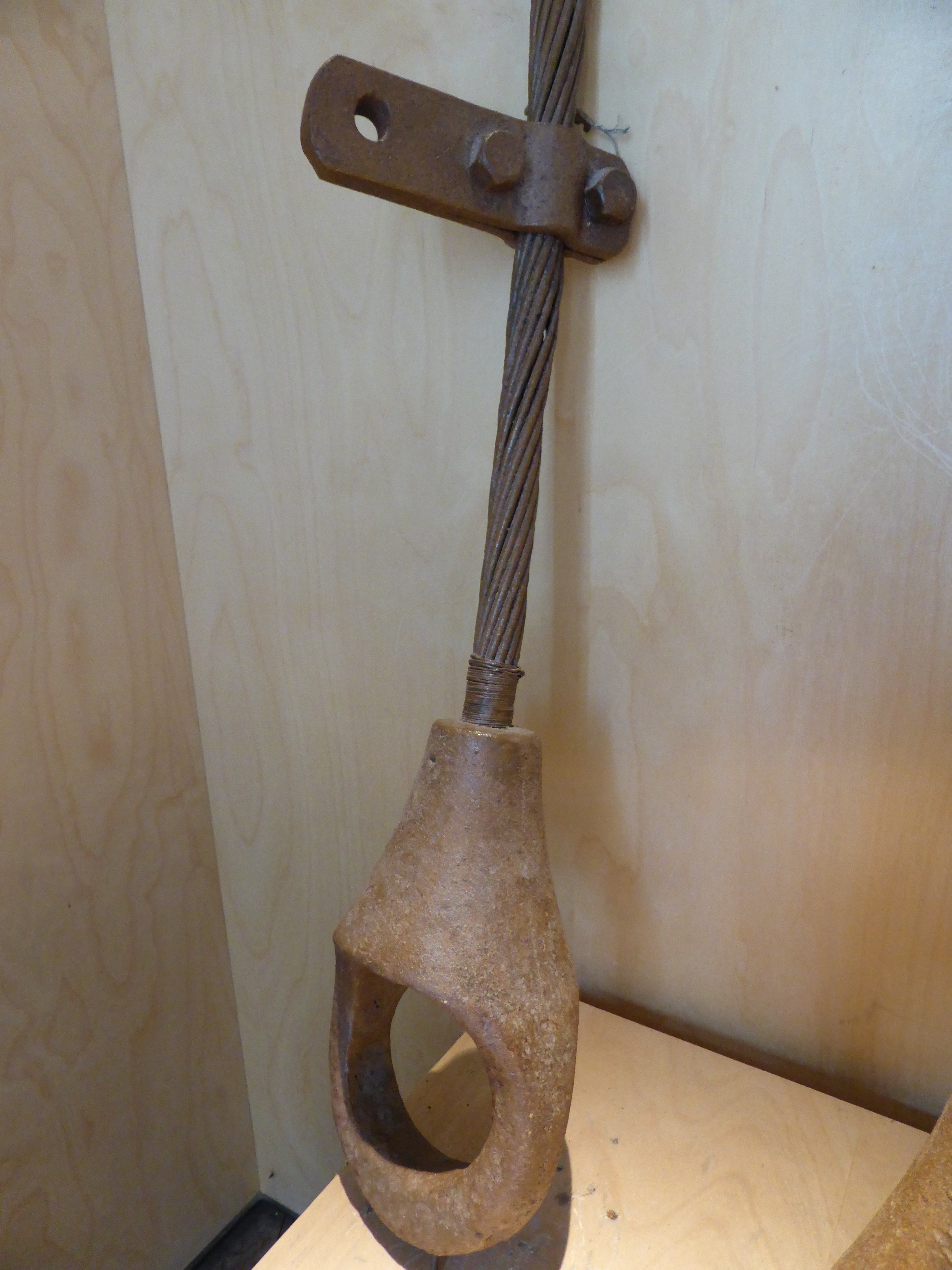
Pièce d'attache non réglable avec son câble noyé dans le métal
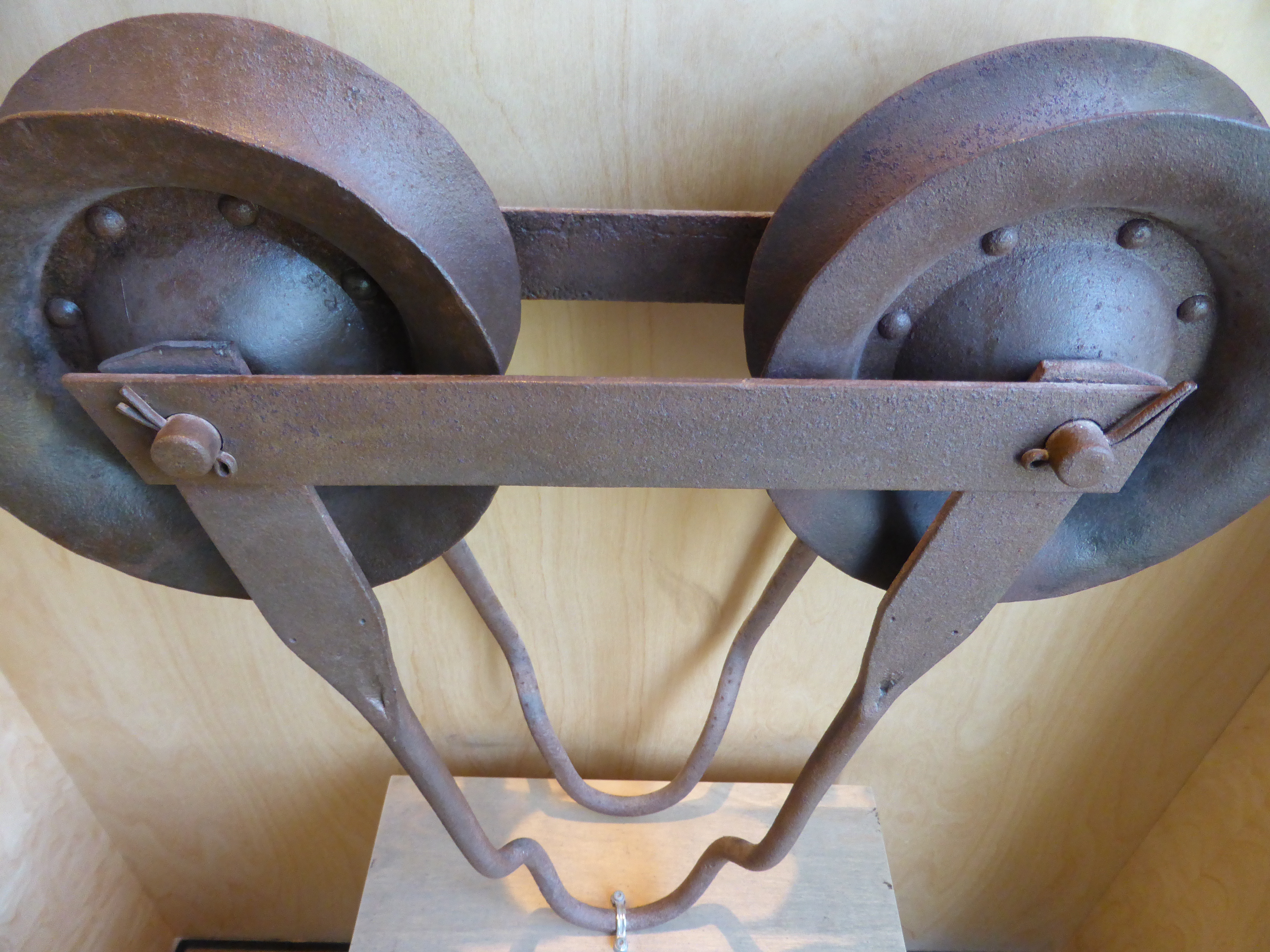
Poulies de renvoi pour être parcourue par un câble
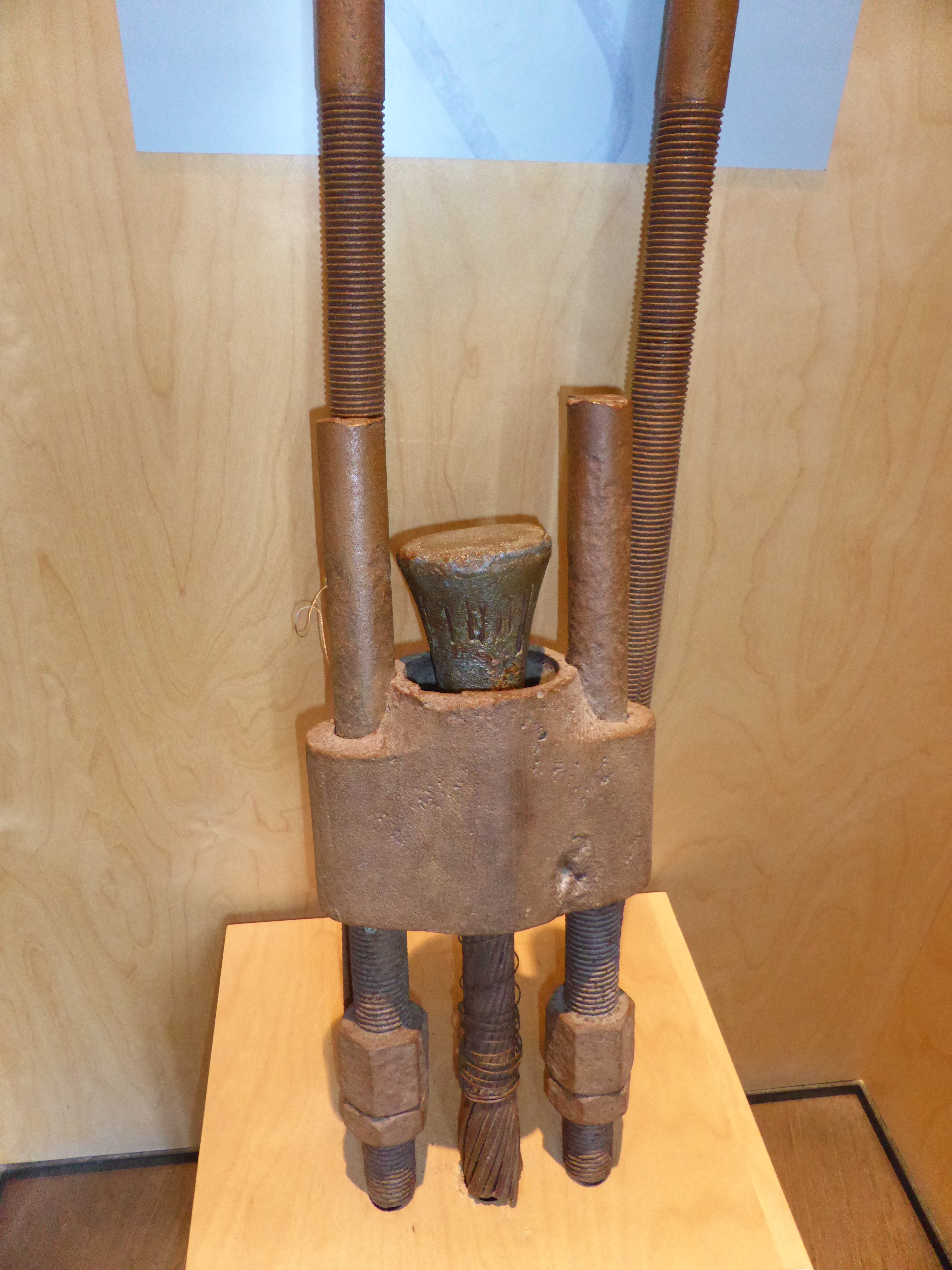
Pièce d'attache avec tirant fileté réglable
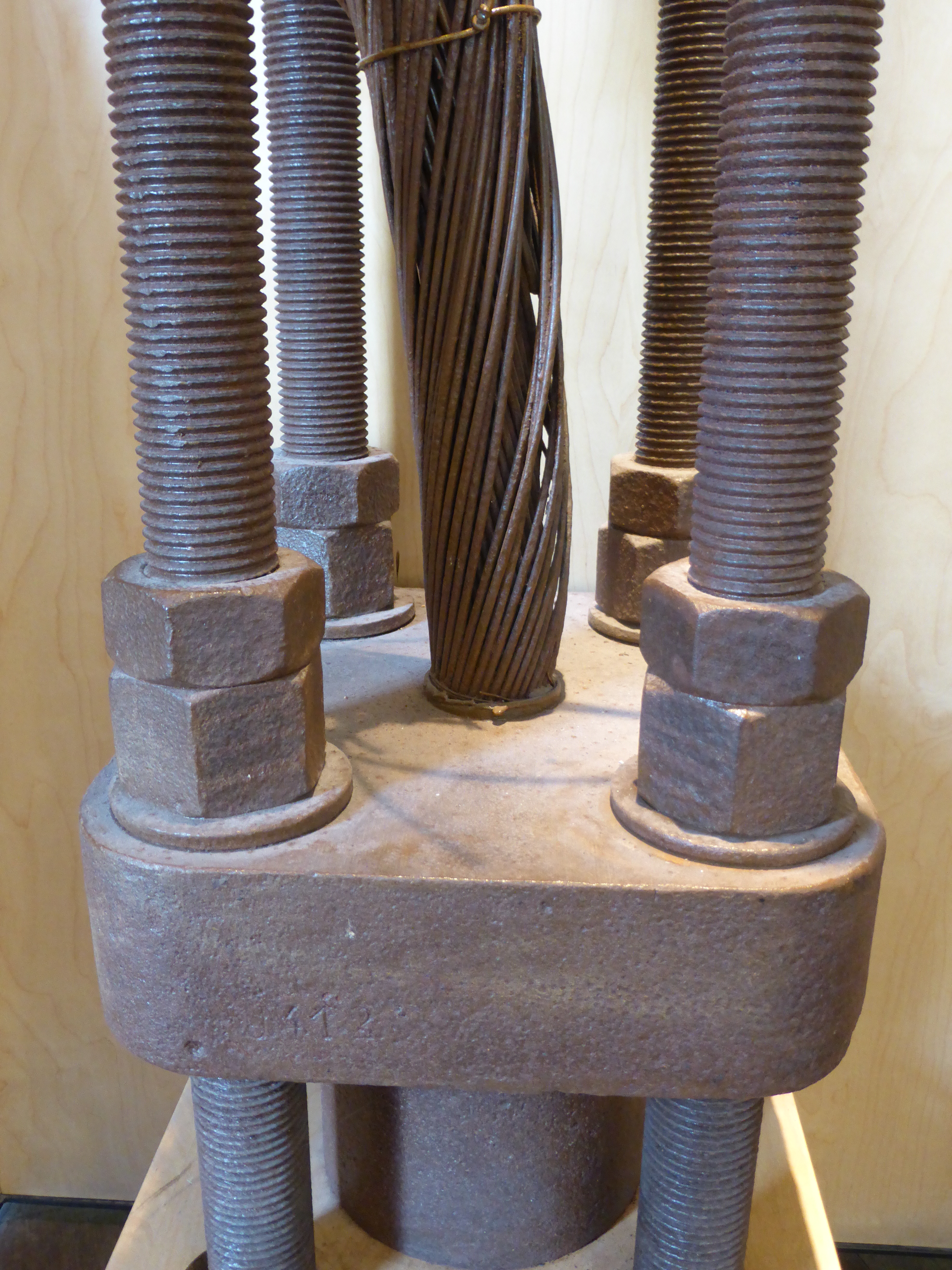
Autre pièce d'attache avec tirant fileté réglable
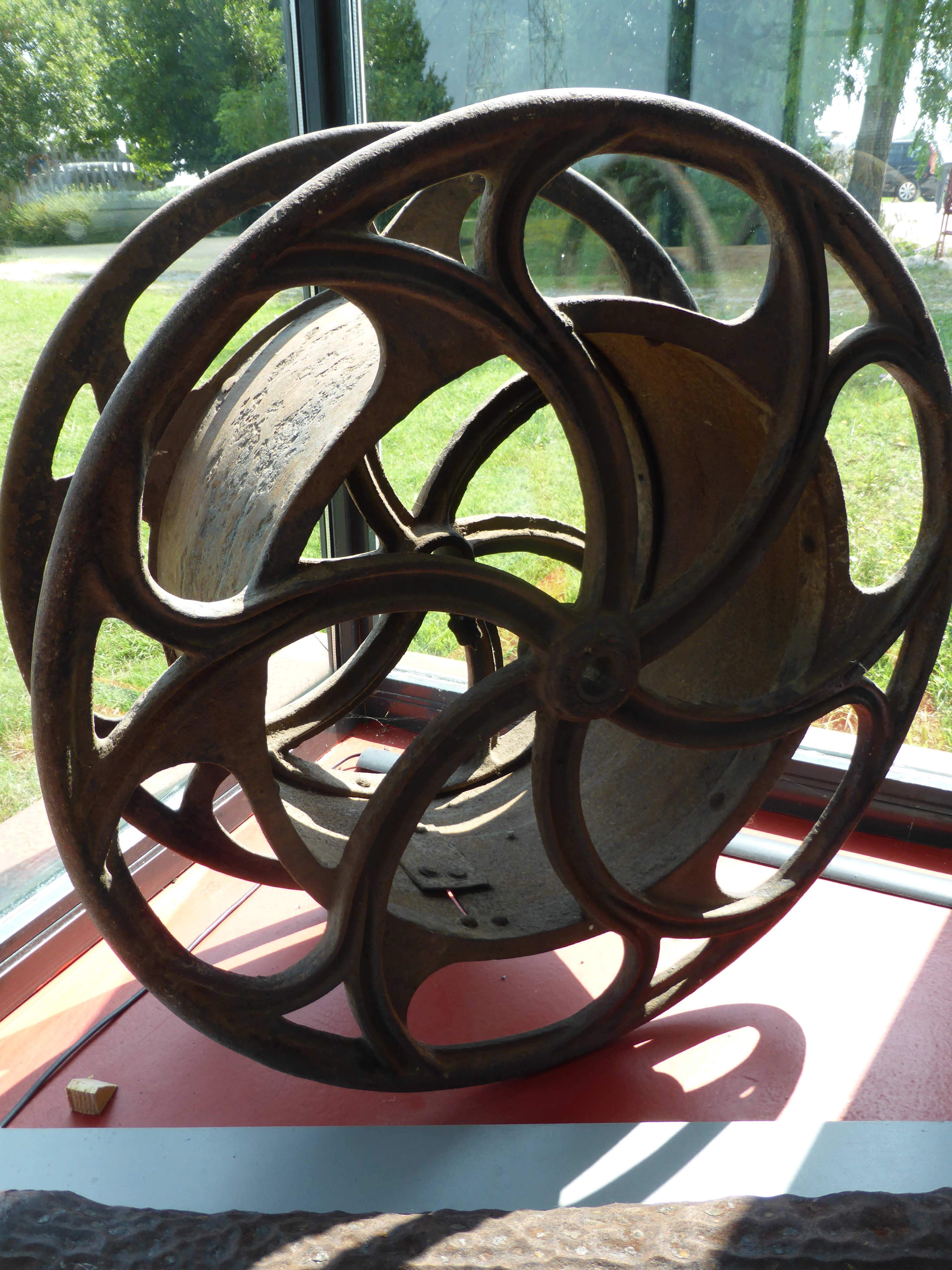
Tambour de roue pour enroulement d'un câble